# Jimena Cedrés
María Jimena Cedrés Lobbosco (Buenos Aires, 12 januari 1993) is een Argentijns hockeyster.

## Levensloop
Cedrés was tot 2016 actief bij Club San Fernando, vervolgens maakte ze de overstap naar het Nederlandse HC Rotterdam. Voor deze club bleef ze actief tot 2018, waarna ze uitkwam voor Oranje-Rood. Sinds 2020 is ze actief bij het Belgische KHC Dragons.
Daarnaast is ze actief bij het Argentijns hockeyteam. Met het nationaal team won ze onder meer tweemaal goud in de Champions Trophy (2014 & 2016) en eenmaal in de Hockey World League (2015). Op het wereldkampioenschap van 2022 te Amstelveen behaalde ze met de nationale equipe zilver.
Ze vormt een koppel met Lucas Martínez, die eveneens actief is in het hockey.